# Isla de Wight
La isla de Wight (/ˈwaɪtʲ/) es una autoridad unitariay la isla más grande de Inglaterra, con 348 km². Está situada en la costa sur frente a la ciudad de Southampton. Está separada de Gran Bretaña por el estrecho de Solent.
Coloquialmente es conocida como "La Isla" (The Island) por sus habitantes. Su población en 2008 era aproximadamente de 140 000 habitantes. Es el único distrito unitario de Inglaterra que tiene estatus de condado. Tiene un único representante en el Parlamento.

## Historia
La mayoría del territorio que compone la isla de Wight fue depositado durante el Cretácico tardío, como parte del largo valle fluvial en que consistía lo que hoy en día es la costa sur de Inglaterra. Los pantanos de la región han servido para conservar fósiles. Debido a eso, la isla se ha convertido en una de las localizaciones europeas más interesantes para encontrar restos de dinosaurios (tales como Iguanodon, Valdosaurus, Hypsilophodon, Polacanthus, Baryonyx, Eotyrannus, Neovenator, así como diversas especies de saurópodos).

Se convirtió en isla en algún momento de la última Edad de Hielo, cuando la crecida del mar separó la isla del continente. Formó parte de la Britania celta y posteriormente los romanos la llamaron Vectis. Fue conquistada por Vespasiano durante la invasión romana. Después de los romanos, la isla estuvo ocupada por los jutos, una tribu germánica, al inicio de las invasiones anglosajonas. Durante la conquista normanda se construyó el castillo de Carisbrooke. 

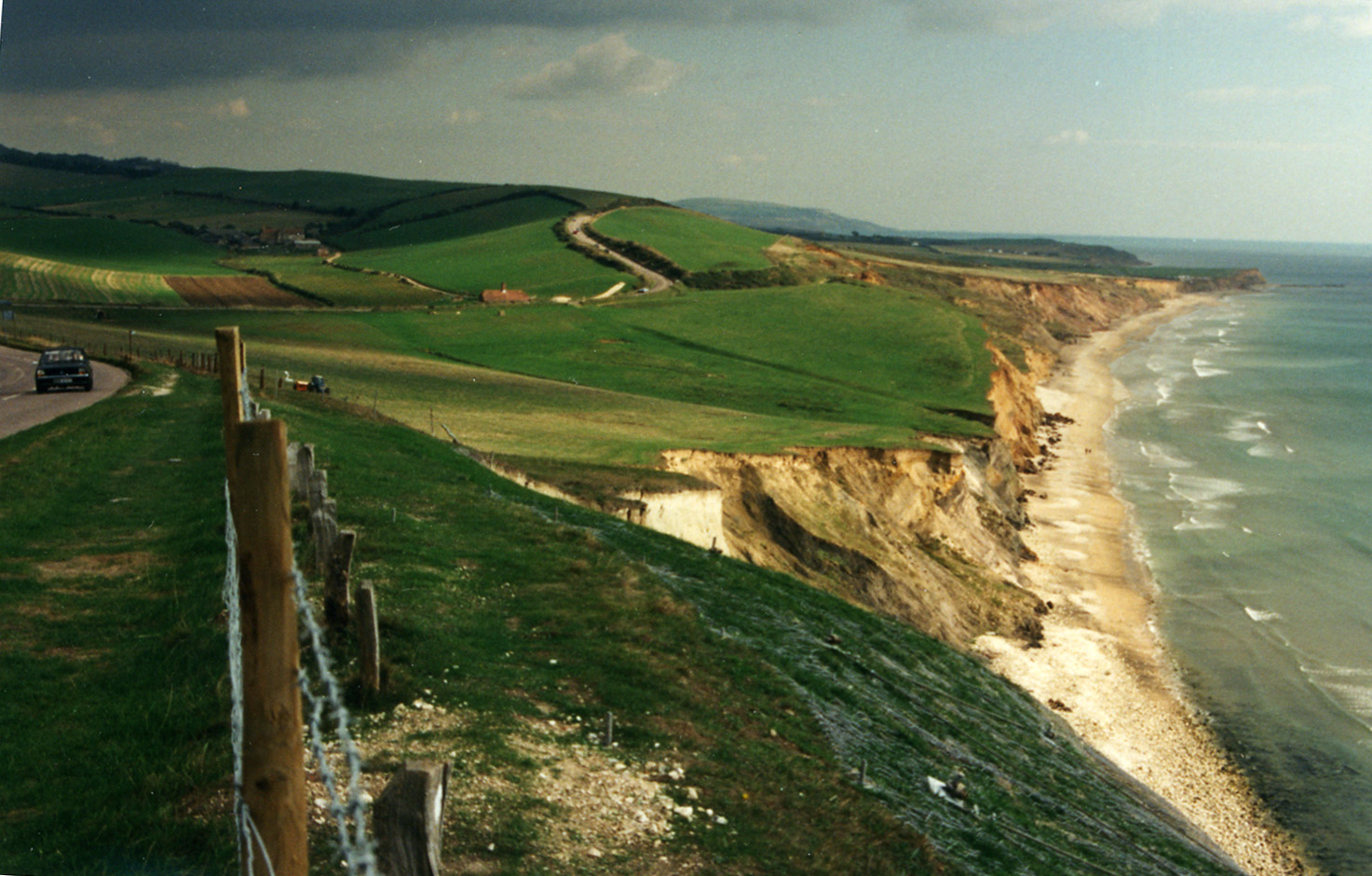
Compton Chine

La isla no volvió a estar bajo el completo control de la Corona inglesa hasta que en 1293 fue vendida al rey Eduardo I. En 1374 la flota castellana comandada por Fernán Sánchez de Tovar, primer señor de Belves, saqueó y quemó la isla. Enrique VIII la fortificó utilizando material procedente de antiguos monasterios. Sir Richard Worsley, capitán de la isla, capitaneó la resistencia del último ataque francés en 1545.
Entre 1597 y 1602 se construyeron las fortificaciones exteriores del castillo de Carisbrooke. Durante la guerra civil inglesa, el rey Carlos huyó hacia la isla de Wight creyendo que sería bien acogido por el gobernador Robert Hammond. Sin embargo, Hammond ordenó encarcelar al rey en el castillo de Carisbrooke.
La reina Victoria hizo de Osborne House su residencia veraniega, lo que convirtió a la isla en el principal lugar de vacaciones para la realeza europea.
Es mencionada en la canción de The Beatles When I'm Sixty Four.
El 20 de junio de 2023, se anunció el descubrimiento de una nueva especie de dinosaurio acorazado en la Isla de Wight, Inglaterra. Este dinosaurio, denominado Vectipelta Barretti, representa el primer ejemplar acorazado encontrado en la isla en más de un siglo. El hallazgo fue realizado por el Museo de Historia Natural de Londres y arroja luz sobre la diversidad de los anquilosaurios en la formación de Wessex y en el Cretácico temprano de Inglaterra. La especie habitó hace aproximadamente entre 145 y 100,5 millones de años, según los expertos.

## Ecología
Mientras que en la mayor parte de Gran Bretaña la ardilla gris ha reemplazado casi totalmente a la ardilla roja, en esta isla la ardilla roja prospera sin recibir una especial protección. Las costas de la isla son también el único lugar del Reino Unido en que vive la mariposa Melitaea cinxia.

## Juegos de las Islas de 2011
En la isla de Wight, del 25 de junio al 1 de julio de 2011 tuvieron lugar los XIV Juegos de las Islas, uno de los principales eventos multideportivos internacionales, en los cuales participaron veinticinco islas y cerca de 3500 atletas, que compitieron en diecisiete eventos deportivos.

## Monumentos y lugares de interés
- Las rocas llamadas The Needles
- El castillo de Carisbrooke
- Osborne House, residencia de verano de la reina Victoria.
- El castillo de Yarmouth

## Localidades
- Alverstone Garden (515 hab.)
- Bembridge (3662 hab.)
- Brading (1775 hab.)
- Brighstone (1173 hab.)
- Cowes (14 387 hab.)
- East Cowes (7404 hab.)
- Freshwater (7799 hab.)
- Godshill (1435 hab.)
- Nettlestone (1878 hab.)
- Newport (25 454 hab.)
- Niton (1167 hab.)
- Rookley (637 hab.)
- Ryde (24 602 hab.)
- Sandown (11 895 hab.)
- Shalfleet (606 hab.)
- Shanklin (9065 hab.)
- St Helens (1251 hab.)
- Ventnor (5837 hab.)
- Whitwell (632 hab.)
- Winford (1029 hab.)
- Wootton (4248 hab.)
- Wroxall (1715 hab.)[6]

## Personajes célebres
- Victoria del Reino Unido, monarca británica, primera emperatriz de la India, fallecida en el castillo de Osborne, Isla de Wight.
- Brian Murphy, actor.
- Robert Hooke, científico.
- Anthony Minghella, cineasta.
- Jason Porter, músico.
- Simón Moore, futbolista.
- Mark King, músico.
- David Icke, escritor.
- Joy Laville, pintora.
- Jeremy Irons, actor.
- Razzle, baterista
- Holly Jervis, cantante
- Algernon Charles Swinburne, poeta, ensayista y crítico literario.
- Wet Leg, grupo de indie rock

## En la cultura popular

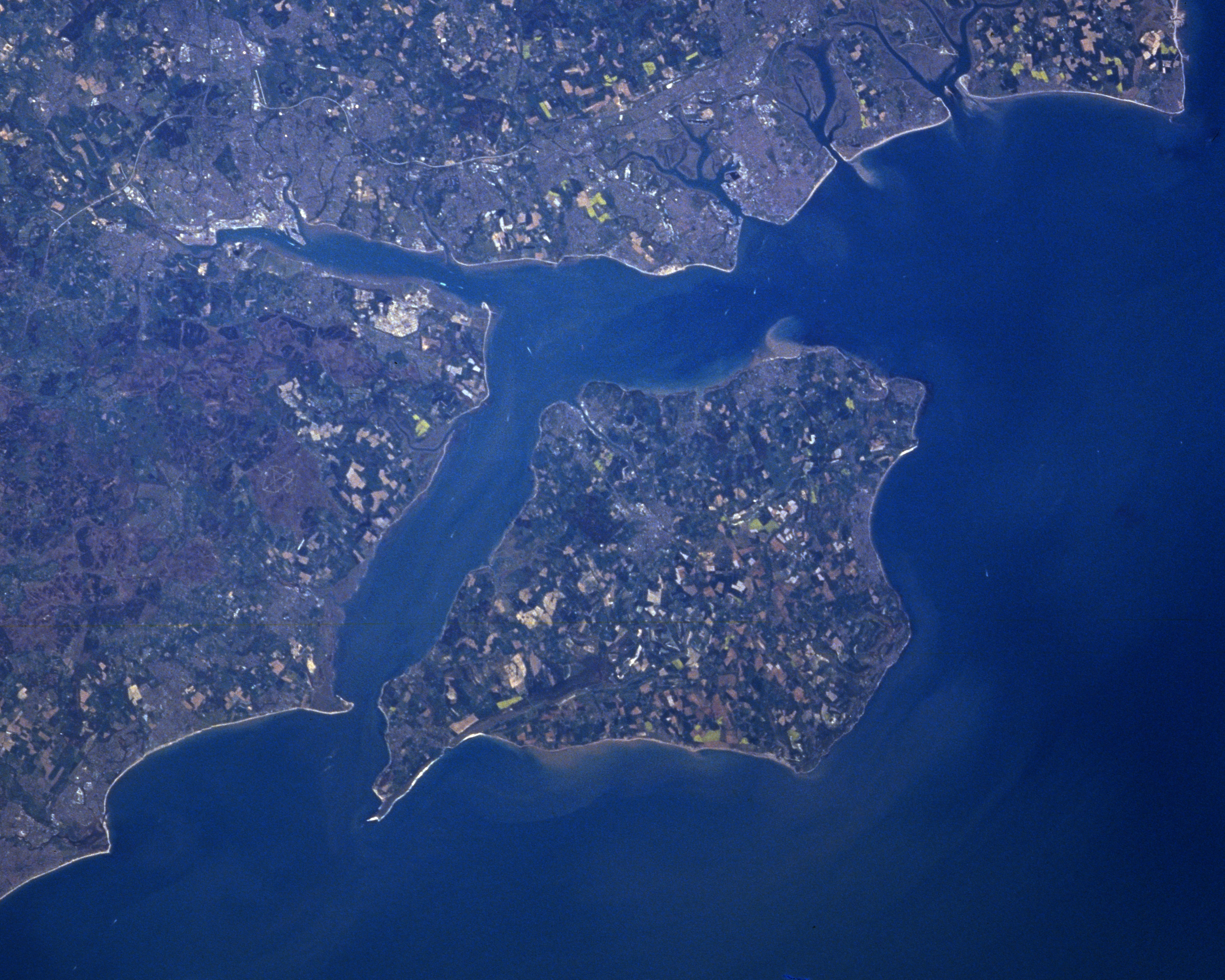
Isla Wight vista desde las alturas.

En la novela Juegos de patriotas del autor Tom Clancy (así como en la película basada en esta, Juego de patriotas), se cita la prisión de Albany, situada en la isla de Wight.
En la canción "When I'm Sixty-Four" del álbum Sgt. Pepper de The Beatles, la letra dice: "Every summer we can rent a cottage in the Isle of Wight, if is not too dear".
En la película Frágiles la historia se desarrolla en la isla de Wight.
En la serie It’s a sin, el personaje principal, Ritchie, procede de la isla y parte de la serie transcurre en ella.